# Escuela secundaria del norte de Lawrence
Lawrence North High School es una escuela secundaria pública en Indianápolis, Indiana, Estados Unidos. La escuela fue fundada en 1976 y el primer grupo de estudiantes graduaron en 1978. Lawrence North es una de las dos escuelas secundarias en el Distrito Escolar Metropolitano de Lawrence Township, la otra siendo Lawrence Central High School .

## Actividades Académicas

### Inscripción
A partir del año escolar 2019-20, Lawrence North tiene una matrícula de 2619 estudiantes. La población estudiantil es principalmente afroamericana, seguida igualmente por blancos y latinos . El trece por ciento de los estudiantes son involucrados en educación especial, el diez por ciento califica para recibir apoyo para estudiantes que aprenden inglés y el cincuenta y cuatro por ciento califica para almuerzo gratuito o a precio reducido. Los maestros son setenta y siete por ciento blancos y la mayoría de ellos tienen más de veinte años de experiencia en la educación.

### Premios y Reconocimientos
Lawrence North es reconocida por el Departamento de Educación de Indiana como una escuela de cuatro estrellas, el honor más alto que ese organismo puede otorgar. También está totalmente acreditada por la Asociación de Colegios y Escuelas del Centro Norte.

### Programas
Lawrence North ofrece 23 cursos de Colocación Avanzada, 38 cursos de crédito dual tras la Universidad de Indiana y Ivy Tech y alberga un programa de Bachillerato Internacional, lo cual inició en julio de 2003. También se distingue por ser la única escuela en el distrito que está designada como Programa de Inmersión al Idioma Español K-12, un programa recientemente reconocido como Academia Internacional de Español por el Ministerio de Educación de España. La programa de Inmersión además ofrece a estudiantes la oportunidad de estudiar en el extranjero en España durante el verano. Los cursos vocacionales se ofrecen en el vecino Centro McKenzie de Innovación y Tecnología, lo cual comparten con Lawrence Central. Cursos vocacionales ofrecidos incluyen cursos en la cosmética, mecánica, cocina, enfermería, ingeniería y más. Además, también se ofrecen otras programas de idiomas mundiales como francés, alemán y lenguaje de señas americano.Por compartir un distrito con Lawrence Central, los estudiantes además tienen la oportunidad de tomar cualquier clases que son ofrecidos exclusivamente allá.

## Actividades extracurriculares

### Atlético
Hoy en día se ofrece diez programas deportivos tanto para hombres como para mujeres, así como varios equipos de clubes e intramuros. Los Wildcats son miembros de la Conferencia Interescolar Metropolitana, una conferencia miembro de la Asociación Atlética de Escuelas Secundarias de Indiana . Actualmente han ganado 14 campeonatos a nivel estatal.
Lawrence North se reconoce popularmente en baloncesto masculino de secundaria de Indiana. Han ganado un título nacional, cuatro estatales, seis regionales, 17 seccionales y 16 de conferencia bajo la dirección de Jack Keefer, uno de los entrenadores de baloncesto más legendarios de Indiana que dirigió el programa desde su creación en 1976. Brad Leaf lideró a todos los anotadores del condado de Marion, Indiana, en su último año en Lawrence North en 1978 con un promedio de 25,5 puntos, con un récord de 38 puntos en un solo juego.
El primer título estatal se ganó en 1989, bajo el liderazgo de Eric Montross . Los siguientes tres títulos se ganaron en 2004, 2005 y 2006, guiados por futuros jugadores de la NBA Greg Oden y Mike Conley Jr. El programa también produjo 13 Indiana All-Stars. En 2006, Keefer fue el primer entrenador de Indiana en ser nombrado Entrenador Nacional de Escuelas Secundarias del Año por USA Today, Sports Illustrated y la Asociación Nacional de Entrenadores de Escuelas Secundarias, y además fue incluido en el Salón de la Fama del Baloncesto de Indiana en 2007  Es uno de solo ocho entrenadores de secundaria en la historia de Indiana que tiene 700 o más victorias y en 2016 el gimnasio pasó a llamarse en su honor.

### Banda de marcha
El programa actual de banda de marcha de Lawrence North se formó en 2014 cuando las bandas de marcha independientes de Lawrence North y Lawrence Central unieron para formar Marching Pride of Lawrence Township. Actualmente cuenta con más de 250 miembros, divididos en varios programas como banda de música, escolta, guardia de invierno, banda de concierto, banda de jazz y banda de animación . Fueron seleccionados para participar en el Rose Parade 2017 en Pasadena, California.

### Publicación estudiantil
La publicación principal de la escuela se conoce como North Star, un periódico dirigido por estudiantes que se publica diez veces al año. También hay el programa del anuario LYNX, lo cual es hecho por estudiantes tomando un clase de anuario y editado por maestros. La escuela también tiene una programa de noticias en vídeo, Cat's Eye, lo cual se publica en internet cada mañana con noticias de eventos actuales pasando en el distrito, el clima y comedietas.

### Otras actividades
Otros clubs y organizaciones de Lawrence North incluyen Model United Nations, Sociedad Nacional de Honor, Equipo Académico, Club de Drama, Oratoria y Debate, Inside/Out, Sociedad de Honor Española, Coro de Espectáculo, Club de Ajedrez, Boletín Bilingüe, Equipo de Danza, Club Internacional, Lynx (Anuario), Esquí y Snowboard y Consejo Asesor del Rector.

## Alumnos notables
- Steve Bellamy – Emprendedor de deportes y medios, fundador de The Tennis Channel y The Ski Channel.
- Eddie Casiano – Jugador de baloncesto puertorriqueño, actual entrenador de la selección nacional de baloncesto de Puerto Rico.
- Mike Conley Jr. – Jugador de la NBA de los Minnesota Timberwolves [11]
- Nick Hardwick – Ex centro de la NFL para los San Diego Chargers [12]
- Kenny Irwin Jr. – Expiloto de NASCAR, muerto en un accidente en 2000
- Felisha Johnson – Puesto 14 en los Juegos Olímpicos de Verano de 2016 en lanzamiento de peso femenino [13]
- Caleb Jones – Jugador de fútbol americano de los Green Bay Packers
- Forrest Landis – Ex actor infantil, mejor conocido por su papel de Mark Baker en Cheaper by the Dozen 1 & 2.
- Scott Leonard – Líder del grupo musical Rockapella
- hoja de brad – Jugador de baloncesto estadounidense-israelí del Hapoel Galil Elyon y del Maccabi Tel Aviv de la Premier League de Israel.
- Cristina Montross – Psiquiatra y escritor [14]
- Eric Montross – Exjugador de la NBA para Boston Celtics, Dallas Mavericks, New Jersey Nets, Philadelphia 76ers, Detroit Pistons y Toronto Raptors [7]
- Greg Oden – Exjugador de la NBA de Miami Heat y Portland Trail Blazers [11]
- Nick Roberts - Político, elegido miembro del Concejo Municipal y del Condado de Indianápolis [15]
- ashley spencer – Medallista de bronce en los Juegos Olímpicos de Verano de 2016 en 400 metros con vallas femenino [13]
- tiara tomás – Cantante, compositor y productor discográfico [16]
- Kyle Walker - Político, elegido para el Senado del estado de Indiana [17]
- Nolan Watson – Jugador de la MLB de los Kansas City Royals [18]

## Citas
1. 1 2  «IDOE: INview (Enrollment)». Consultado el 7 de abril de 2021.
2. ↑  «IDOE: INview (Educators)». Consultado el 7 de abril de 2020.
3. 1 2  «About – Lawrence North». Consultado el 15 de noviembre de 2016.
4. ↑  Elliott, Sam (9 de febrero de 2016). «King of his court: Lawrence North renames gym after legendary coach Keefer». Consultado el 15 de noviembre de 2016.
5. ↑  Neddenriep, Kyle (8 de abril de 2020). «Build-A-Team: Putting together the best Lawrence North basketball team». The Indianapolis Star. Consultado el 25 de octubre de 2020.
6. ↑  «Leaf Happy to be "Home" in Indiana». Indiana Pacers. 23 de junio de 2017. Consultado el 25 de octubre de 2020.
7. 1 2  DiPrimio, Peter (22 de enero de 2016). «Thrills remain for Lawrence North's Jack Keefer - High School Basketball - News-Sentinel.com». Consultado el 15 de noviembre de 2016.
8. ↑  «Lawrence North honors legendary coach Jack Keefer». 30 de enero de 2016. Consultado el 15 de noviembre de 2016.
9. ↑  «Marching Pride of Lawrence Township lands spot in 2017 Tournament of Roses Parade». 8 de abril de 2016. Consultado el 15 de noviembre de 2016.
10. ↑  Elliott, Sam (19 de abril de 2016). «Coming up roses: Marching Pride of Lawrence Township selected for the 2017 Rose Parade». Consultado el 15 de noviembre de 2016.
11. 1 2  Mannix, Chris (31 de octubre de 2016). «Mike Conley on Greg Oden: Could have been 'one of the best bigs of all time'». Consultado el 15 de noviembre de 2016.
12. ↑  Remeika, Bill (2 de febrero de 2015). «Former Purdue standout retires from the NFL». Consultado el 15 de noviembre de 2016.
13. 1 2  Thomas, Derrik (14 de julio de 2016). «Two former Lawrence North Wildcats headed to Olympic Games in Rio - TheIndyChannel.com». Consultado el 15 de noviembre de 2016.
14. ↑  «The Indianapolis Star from Indianapolis, Indiana on April 22, 1990 · Page 62». Newspapers.com.
15. ↑  «Nick Roberts». Current in Lawrence/Geist. Consultado el 13 de enero de 2024.
16. ↑  David, Lindquist (17 de marzo de 2015). «Look and listen for these 10 Hoosier acts at SXSW». The Indianapolis Star. Consultado el 17 de marzo de 2021.
17. ↑  «Kyle Walker». Indiana Senate Republicans. Consultado el 4 de mayo de 2022.
18. ↑  Bumbaca, Chris (18 de junio de 2015). «Royals announce signing of No. 33 overall pick, pitcher Nolan Watson». Consultado el 15 de noviembre de 2016.

- Datos: Q6504418